# 绍莫卢

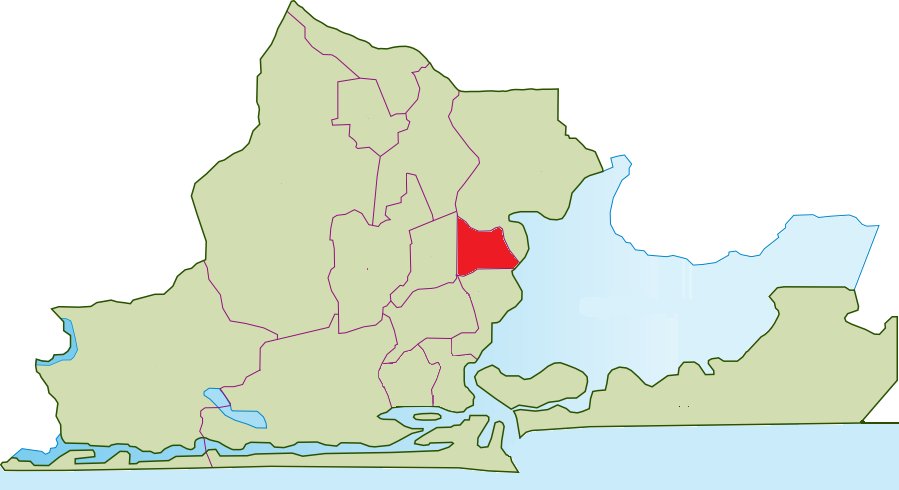

绍莫卢（Somolu或Shomolu）是尼日利亚西南部拉各斯州城镇。在首都拉各斯市正北，为该市住宅郊区。面临人口拥挤、住房紧、为生差等问题。有皮革手工艺和印刷业。
6°32′27″N 3°23′14″E / 6.5408°N 3.3872°E